# System z

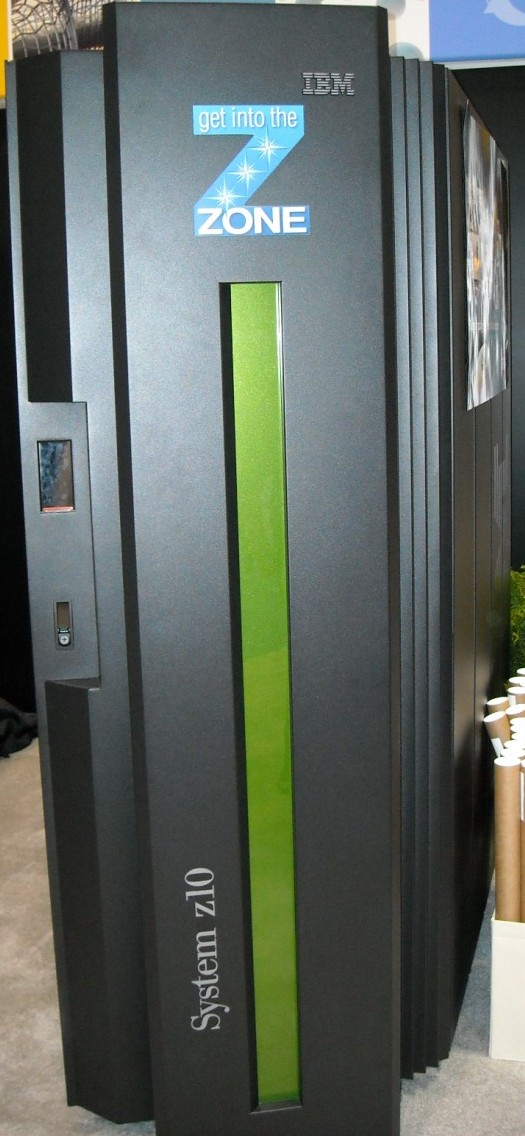
System z10 (2008)

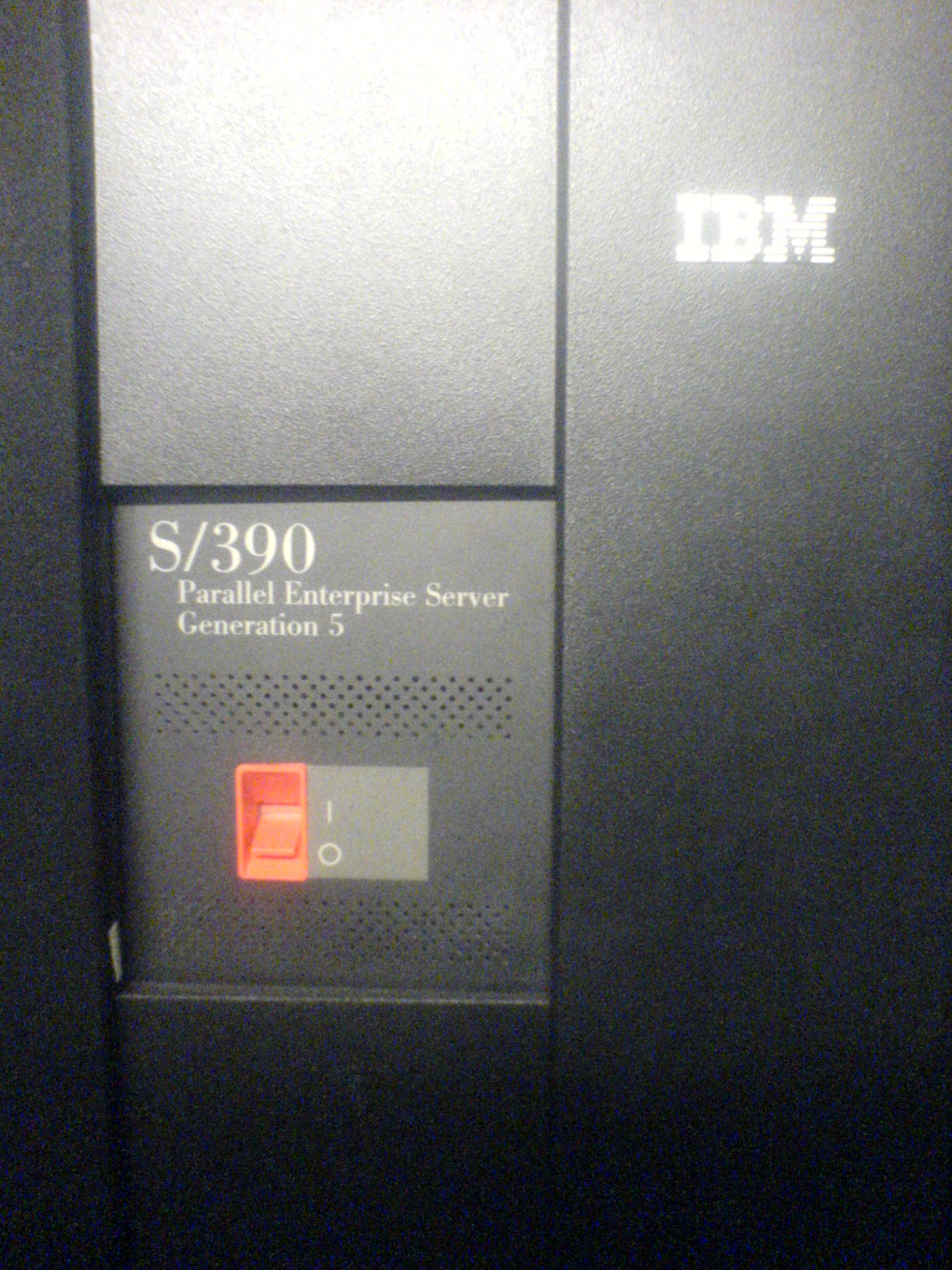
System/390 Parallel Enterprise Server Generation 5 (1998)

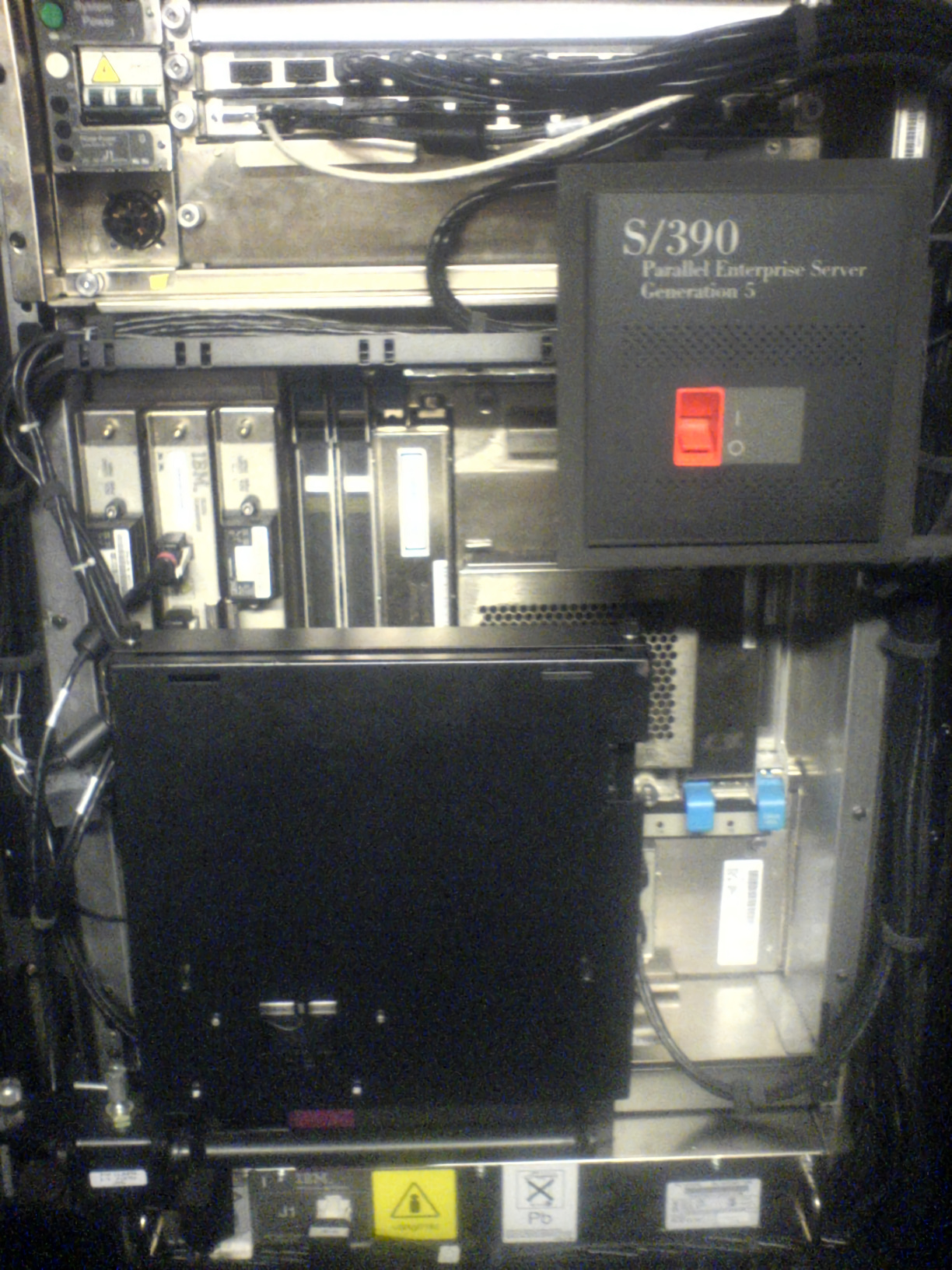
System/390 Parallel Enterprise Server Generation 5 (1998), öppnad, ThinkPaden som agerar styrenhet fullt synlig

System z är en stordatorserie från IBM.
IBM:s större datorsystem är egentligen en hel familj med maskiner som under åren gallrats ut och ersatts med färre och färre modeller för att slutligen numera vara samlade under namnet System z.
IBM var föremål för en stämning från amerikanska staten över sin marknadsledande ställning på stordatorområdet som utmynnade i en uppgörelse, IBM erkände aldrig att några oegentligheter hade begåtts och än idag är IBM ett av mycket få företag som blivit stämda med monopolanklagelser men framgångsrikt försvarat sig (se till exempel AT&Ts uppdelning och Microsoft, båda är dömda monopolister). Stämningen, U.S. v IBM, lämnades in den 7 januari 1969 av justitiedepartementet. Där hävdades att IBM hade monopol eller monopolliknande ställning på marknaden och använde det som ett verktyg för att avskräcka konkurrenter.
Rättegången började den 19 maj 1975 och pågick i drygt sex år innan anklagelserna drogs tillbaka den 8 januari 1982.

## Historia

### 1940-talet
Den första stordatorn IBM installerade var ASCC, Automatic Sequence Controlled Calculator, även känd som Harvard Mark I från år 1944. 1946 kom 603 Electronic Multiplier som var den första kalkylatorn som sattes i produktion och den följdes av 1948 års IBM 604 Electronic Calculating Punch och den i sin tur följdes av IBM:s första maskin som var speciellt designad för en serverhall: Card-Programmed Calculator från 1949.

### 1950-talet
1952 lanserades 701, den första datorn som serietillverkades i stora mängder och IBM:s första maskin som hade internt, adresserbart, minne. 1953 kom så IBM 650 Magnetic Drum Calculator som kom att bli den populäraste maskinen under hela 1950-talet. Det var också under 50-talet, 1956, som IBM:s första stordatordivision startades under namnet Data Processing Division (DPD).
Andra maskiner som kom under 50-talet:
- IBM 702 Electronic Data Processing Machine (1953)
- Naval Ordnance Research Calculator (NORC) (1954)
- IBM 705 Electronic Data Processing Machine - ersättare till 702 med dubbelt så mycket minne (1954)
- SAGE (Semi-Automatic Ground Environment) AN/FSQ-7 (1956) - användes av USA:s flygvapen i 25 år
- IBM 305 Random Access Memory Accounting Machine (RAMAC) (1956)
- IBM 7090 (1958)
- 1401 (1959)
- 1620 (1959)

### 1960-talet
1960-talet är en del av stordatorns guldålder, stora system såldes i stora mängder - det fanns många som ville automatisera sin databehandling och det fanns i stort sett bara stordatorer på marknaden. 1964 lanserades den legendariska IBM System/360, en maskin som dagens System z fortfarande är binärkompatibel med.

#### System/360
Det var med System/360 som IBM började skeppa datorer med operativsystem. De första operativsystemen var BOS/360 (Base Operating System/360, på hålkort), TOS/360 (Tape Operating System/360) och DOS/360 (Disk Operating System/360). De ersattes så småningom av OS/360 som utvecklats och idag är känt som z/OS.
System/360 kom i många olika modeller under hela 1960-talet:
- Model 20 (1964), IBM 2020 processing unit
- Model 40 (1964), IBM 2040 processing unit
- Model 30 (1964), IBM 2030 processing unit
- Model 50 (1964), IBM 2050 processing unit
- Model 60 (1964), IBM 2060 processing unit
- Model 62 (1964), IBM 2062 processing unit
- Model 70 (1964), IBM 2070 processing unit
- Model 92 (1964), IBM 2092 processing unit
- Model 44 (1965), IBM 2044 processing unit
- Model 57 (1965), IBM 2057 processing unit
- Model 65 (1965), IBM 2065 processing unit
- Model 67 (1965), IBM 2067 processing unit
- Model 75 (1965), IBM 2075 processing unit, hade upp till 1 MiB minne och kostade mellan $2,2 och $3,5 miljoner
- Model 91 (1966), IBM 2091 processing unit
- Model 25 (1968), IBM 2025 processing unit
- Model 85 (1968), IBM 2085 processing unit
- Model 95 (Speciell maskin som bara såldes till regeringen, skeppades 2/68, användes av NASA)
- Model 195 (1969)

Andra maskiner som lanserades under 60-talet:
- IBM 7030 (1961), 200 gånger snabbare än 701, 40 gånger snabbare än 709 och 7 gånger snabbare än 7090
- 1410 (1960), 1440 (1962), 1460 (1963)
- 1620 Model II (1963)
- 7030 (1960)
- 7040 (1961)
- 7044 (1961)
- 7094 (1962)
- 7094-II (1963)
- 7080 (1960)
- 7074 (1960)
- 7072 (1961)
- 7010 (1962)

### 1970- & 1980-talet
System/360-serien följdes naturligtvis av System/370 som var stordatorsystemen IBM sålde under såväl 1970- som 1980-talet.
System/370-modeller:
- Model 155 (1970), IBM 3155 processing unit
- Model 165 (1970), IBM 3165 processing unit
- Model 145 (1970), IBM 3145 processing unit
- Model 135 (1971), IBM 3135 processing unit
- Model 195 (1970), IBM 3195 processing unit
- Model 158 (1972), IBM 3158 processing unit
- Model 168 (1972), IBM 3168 processing unit
- Model 125 (1972), IBM 3125 processing unit
- Model 115 (1973), IBM 3115 processing unit
- Model 115-2 (1975)
- Model 125-2 (1975)
- Model 158-3 (1976), IBM 3158-3 processing unit
- Model 168-3 (1976), IBM 3168-3 processing unit
- Model 135-3 (1976), IBM 3135-3 processing unit
- Model 145-3 (1976), IBM 3145-3 processing unit
- Model 138 (1976), IBM 3138 processing unit
- Model 148 (1976), IBM 3148 processing unit
- Model 158-AP (1976), Attached processor

Det kom även en serie System/370-kompatibla modeller; 3031/3032/3033/3081/3083/3084 Processor Complex samt 3090 Processor Series:
- 3031 (1977), Models 1-6
- 3031 (1978), Models A2-A6 (attached processors)
- 3031 (1979), Models 7, 8, A7 & A8
- 3032 (1977), Models 2, 4 & 6
- 3032 (1979), Model 8
- 3033U (1977), Uniprocessor models 1, 4, 6 & 8
- 3033MP (1978), Multiprocessor models 4, 6 & 8
- 3033 (1978), Models U12 & U16 and M12 & M16
- 3033 (1979), Attached processor models 4, 8, 12 & 16
- 3033N (1979), Models N4 & N8
- 3033S (1980), Models S4 & S8 and U24 and A24
- 3033N (1980), Models N4, N8, N12 & N16
- 3033 (1981), Models S4 & S8
- 3033 (1981), Models S12 & S16
- 3081 (1980), Models D16, D24 & D32
- 3081K (1981), Models K16, K24 & K32
- 3081 (1982), Models GG16, G24 & G32
- 3081 (1983), Models G48 & K48
- 3083 (1982), Models E8, E16, B8, B16, B23, B32, J8, J16, J24 & J32
- 3083E (1983), Models E24 & E32
- 3083CX (1984), Models CX0, CX1 - CX3
- 3084 (1982), Models Q32, Q48 & Q64
- 3084 (1983), Model Q96
- 3084X (1984)
- 3090 (1985), Models 200 & 400
- 3090 (1986), Models 150 & 180
- 3090E (1987), Models 150E, 180E, 200E, 300E, 400E & 600E
- 3090 (1987), Model 120E
- ES/3090 (1988), Model 600S
- 3090E (1988), Models 280E & 500E
- ES/3090 (1989), Multiprocessor and entry level models

4300 Processing Systems
- 4331 (1979), Models I1 & J1
- 4341 (1979), Models K1 & L1
- 4331 (1980), Models J2, K2, KJ2 & L2
- 4341 (1980), Models K2, L2 & M2
- 4321 (1981), Model J11
- 4331-2 (1981)
- 4331 (1981), Models J11 & K11
- 4341 (1981), Models N2 & P2
- 4341 (1981), Models K10, L10, K11, L11 & M11
- 4341 (1982), Model Groups 9 & 12
- 4361 (1983), Model Groups 4 & 5
- 4381 (1983), Model Groups 1 & 2
- 4361 (1984), Models N4 & N5
- 4381 (1984), Model Group 3 (M3, P3, Q3 & R3)
- 4381 (1984), Models Q2 & R2
- 4381 (1986), Model Groups 11 - 14
- 4381 (1987), Model Groups 21 - 24
- 4381E (1988), Models 91E & 92E
- ES/4381 (1989), Entry level models

### 1990-talet
Med 1990-talet kom den första stora uppgraderingen sedan 1970-talet och det kom samtidigt ett nytt namn; System/390. Den stora nyheten var övergången från 31-bitarssystem till 64-bitars. OS/390 som utnyttjade 64-bitarsläget lanserades med maskinerna.
System/390 Series (1990), åtta av modellerna var vattenkylda (330, 340, 500, 580, 620, 720, 820 och 900):
- ES/9000 (1990), arton modeller
- ES/9000 (1991), sju modeller
- ES/9000 (1992), två entry-level modeller
- ES/9000 (1993), arton nya modeller inklusive Model 982
- Parallel Sysplex and Parallel Query Server (1994)
- ES/9000 (1994), Model 9X2
- ES/9000 (1994), fem luftkylda processorer
- Sex modeller av S/390 Parallel Enterprise Server (1994)
- Tolv modeller av S/390 Parallel Enterprise Server (1995)
- Tredje generationen (G3) av S/390 Parallel Enterprise Server (1996)
- Multiprise 2000 (1996)
- S/390 Parallel Enterprise Server G4 (1997)
- S/390 Parallel Enterprise Server G5 (1998)
- S/390 Parallel Enterprise Server G6 (1999)
- Multiprise 3000 (1999)

### 2000-talet
År 2000 fick serverserien nytt namn igen, IBM eServer zSeries, ett namn som inte skulle vara speciellt länge innan de fick sitt nuvarande namn; System z.
IBM eServer zSeries (2000):
- 900 (2000)
- 800 (2002)
- 990 (2003)

## Nutid
Idag kör man vanligtvis z/OS eller Linux på System z men eftersom maskinerna fortfarande är binärkompatibla med gamla System/360 kan man naturligtvis köra äldre operativsystem som MVS, VSE, OS/360, OS/390 och VM.
De traditionella kunderna - banker, militär och beräkningsintensiv forskning - och förnyelsen det innebar när System z kunde köra Linux (och i praktiken kan köra tusentals instanser av Linux på samma maskin) har gjort att stordatorn som betraktades med alltmer skepsis mot slutet av 80-talet och dödförklarades på 90-talet har fått ett uppsving under 2000-talet. 1 2
IBM drog i oktober 2006 igång en kampanj för att göra stordatorn mer populär och lättillgänglig och tänker lägga ner $100 miljoner fram till år 2011 för att främja plattformen. 1